# 衝繁疲難
「衝・繁・疲・難」は中国の清とベトナムの阮朝に存在した地方行政単位の等級制度で地方官の任命のために定められた。府・州・庁・県をそれぞれの現地の事情を考慮して評価したものである。文字数が多ければ多いほど、その長も重要な職となる。四字すべてを持つ物を「最要缺」とし、三字(衝繁難、衝疲難、繁疲難)を「要缺」とする，二字(衝繁、繁難、繁疲、疲難、衝難、衝疲)は「中缺」、一字又は無字は「簡缺」とした。

## 由来
清の順治年間（1644年 - 1661年）は明代の制度にならい、州や県を重要性によって等級に分け、官吏を選んで空席を埋める際、官吏の身だしなみ、言葉遣い、書道、判断力によって職位を割り当てた。当時の吏部は、人選をくじ引きで決めていたが、政務が煩雑な州府は、能力者を補充することができず、批判されることが多かった。
雍正六年（1728年）、廣西布政使金鉷は州県を衝・繁・疲・難の四項目で区分したうえで、現地の総督・巡撫が、官吏の才幹を考慮して選任を申請する方式の創設を上奏し、受け入れられた。この四項目の意味は次のようなものである：
- 衝: 交通の要衝にある州県
- 繁: 政務が多くて繁雑である州県
- 疲: 税賦の滞納が多い州県
- 難: 住民の性質が反抗的な州県

「衝、繁、疲、難」のうち、四項のすべてに該当すると最要缺、三項で要缺、二項を中缺とし、残りを簡缺とした。

## (例)

### 最要
- 保定府，天津府
- 通州，静海県

### 要
- 大名府，衝、繁、難
- 遵化直隸州，衝、繁、難
- 固原直隶州，衝、繁、難
- 東明県，繁、疲、難
- 東光県，繁、疲、難

### 中
- 正定府，衝、繁
- 赤峰直隸州，繁、難
- 新楽県，衝、疲
- 鉅鹿県，疲、難

### 簡
- 順德府，衝
- 廣平府，簡
- 深州直隸州，簡
- 塩山県，繁
- 清河県，簡